# Félicien Avlessi
Félicien Avléssi est un universitaire béninois. Il est depuis sa nomination en conseil des ministres le 13 octobre 2021, le recteur de l'université d'Abomey-Calavi au Bénin. Il est professeur titulaire de chimie organique et ancien directeur de l’École polytechnique d'Abomey-Calavi. Il remplace à ce poste Maxime da Cruz admis à la retraite,,.

## Biographie et parcours
C'est en 1973 à Abomey que Félicien Avléssi obtient son diplôme de certificat d'études primaires élémentaires. Il entre ensuite au collège d’enseignement général 1 d’Abomey qu’il quitte en 1982 après l'obtention successive du brevet d’études du premier cycle et d'un baccalauréat scientifique. De 1982 à 1983, il effectuera, comme le prévoyait le régime politique béninois de cette époque, son service d'enseignement patriotique et militaire. Il part ensuite en Russie où il fait ses études à l’université pédagogique d’État de Saint-Pétersbourg. Là, il obtient en 1995 un master en chimie et un doctorat en chimie. Le Dr Félicien Avléssi rentre ensuite au Bénin et intègre le corps enseignant de l'université d'Abomey-Calavi comme professeur assistant. C'est en 2013 qu'Avléssi devient professeur titulaire du Conseil africain et malgache pour l'enseignement supérieur,,,.
Avant d'être nommé recteur, il est:
- de 2017 – 2021 : vice-recteur chargé de la recherche universitaire de l’université d’Abomey-Calavi
- de 2019 – 2021 : vice-recteur chargé de la coopération interuniversitaire, des partenariats et de l’insertion professionnelle / par Intérim
- 2017 : directeur-adjoint de l’école doctorale « science exacte et appliquée »
- 2017 : coordonnateur de la formation doctorale « chimie et applications »
- 2010 -2016 : directeur de l’Epac
- 2005-2008 : responsable de la  division registrariat et scolarité de l’Epac.
- 1999 jusqu’à ce jour : responsable de l’unité de recherche sur les extraits végétaux et arômes naturels (UREV)
- 1999-2004 : chef du département des sciences de l'ex CPU.
- 2000 : directeur intérimaire du laboratoire de recherche en chimie et biologie appliquée de l'ex CPU.
- 2012-2017 : secrétaire générale-adjoint de la société ouest-africaine de chimie au Bénin.
- 2017 : vice-président de la Société ouest-africaine de chimie au Bénin

## Publications
Félicien Avléssi a participé, depuis son entrée au laboratoire d'étude et de recherche en chimie appliquée, aux activités de l’unité de recherche sur les extraits végétaux et arômes naturels dont la thématique actuelle est la valorisation des plantes aromatiques béninoises. Le professeur Avléssi est auteur d'une cinquantaine de publication scientifique dont (liste non exhaustive) :
- Glucosidase inhibition, antioxidant and cytotoxicity activities of semi-ethanolic extracts of Bridellia ferruginea benth. and Ceiba pentandra L. Gaerth from Benin, in Journal of Chemical Sciences, p. 31 à 36. Et al[11].
- Preliminary Screening of the Phytochemical Composition, Antioxidant and Antimicrobial Activity of the Twigs of Prosopis africana Used as Chewing Stick in Benin Republic, in Journal of scientific and engineering research, pages 206 - 213, Et al[12].
- Physico-Chemical and Bacteriological Characterization of an Ouéga-Fandji’s Drilling Water in Benin, in Science journal of analytical chemistry, p. 60 - 64, Et al[13].
- Phytochemical Screening And Anti-Radical Scavenging Activity Of Three Antianamic Plants Acclimated In Benin : Alternanthera Brasiliana, Monechma Depauperatum And Hibiscus Acetosella, in International Journal of Engineering Sciences & Research Technology, p.374 - 381, Et al[14].
- Chemical characterization, antiradical and antibacterial activities of extracts of the root bark of Cochlospermum planchoni of Benin, in International Journal of Innovation and Applied Studies, p.1582 - 1594 Et al[15].
- Phytochemical analysis and medecinal evaluation of hydro ethanolic extract of two varieties Hibiscus sabdariffa calyxes, in International Journal of Green and Herbal Chemistry, p.349 - 354, Et al[16].